# Sorgono
Sorgono (sardisk: Sòrgono) er en by og en kommune (comune) i provinsen Nuoro i regionen Sardinien i Italien. Byen ligger i 700 meters højde og har 1.671 indbyggere (2016). Kommunen har et areal på 56,05 km² og grænser til kommunerne Atzara, Austis, Belvì, Neoneli, Ortueri, Samugheo, Tiana og Tonara.